# Live 070796
Live 070796 es un disco en vivo de la banda estadounidense Earth, lanzado originalmente en formato vinilo en febrero de 2001 por el sello inglés OR. En 2003 una nueva edición fue publicada en formato CD por Autofact Records, incorporando tres canciones adicionales y cambiando el título del álbum a 070796LIVE.

## Lista de canciones
| N.º | Título   | Duración |  |
| 1.  | «070796» | 22:21    |  |

| Bonus reedición en CD |                                                                        |          |  |
| N.º                   | Título                                                                 | Duración |  |
| 2.                    | «Dissolution III (Oversaturated Intervallic Collisions)»               | 14:03    |  |
| 3.                    | «Dexamyl»                                                              | 18:31    |  |
| 4.                    | «070796 (Reconstruction by James Plotkin)» (remezcla de James Plotkin) | 13:31    |  |

Notas: "Dissolution III" grabada el 17 de septiembre de 2002 en la radio WNYU-FM, Nueva York.
"Dexamyl" grabada el 22 de febrero de 2003 en The Crocodile Cafe, Seattle.

## Créditos
- Dylan Carlson
- Ian Dickson – en "070796"
- Adrienne Davies – en "Dexamyl"